# 北スポーツセンター
北スポーツセンター（北スポーツセンター）は、愛知県名古屋市北区成願寺1丁目6番12号にある市営のスポーツ施設である。

## 概要

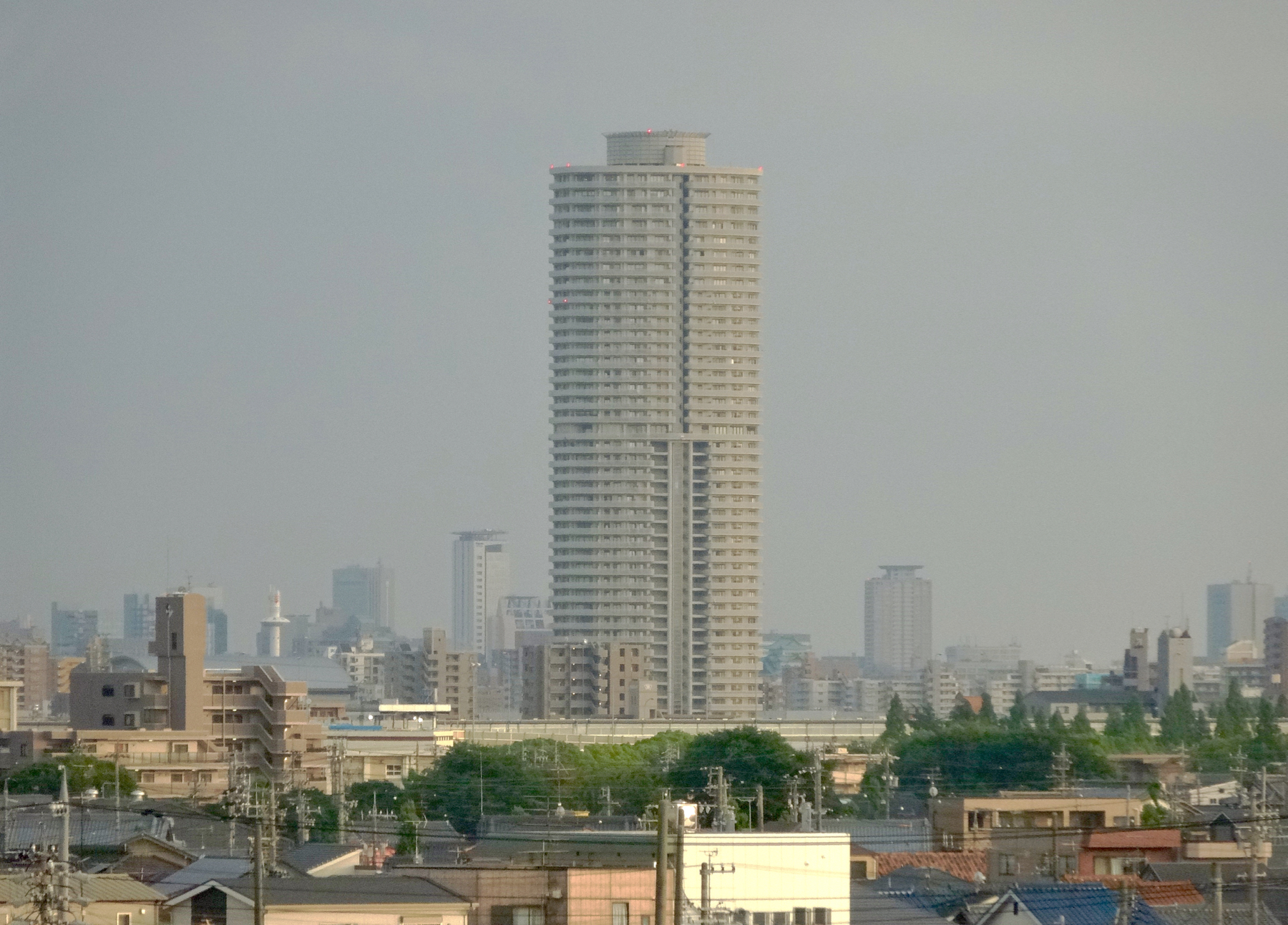
ザ・シーン城北

北スポーツセンターは、市北部を流れる庄内川・矢田川の南に位置し、近くを名古屋高速1号線・東名阪自動車道や国道41号線等幹線道路が通り、名古屋北部方面だけでなく、東部、西部方面の住民にも利便性が高い。隣接する矢田川には、高さ50メートルに及ぶ日本最大級の河川噴水が整備され、また、西側に建つ45階建高層マンションのザ・シーン城北アストロタワーは市北部のランドマークとなっている。

## 沿革
- 1992年（平成4年）7月23日オープン。

## 施設

### 第1競技場
観客席：1118席
- ハンドボール／1面、テニス／2面
- バスケットボール／2面
- バレーボール（9人制）／2面、（6人制）／3面
- 卓球／12面、バドミントン／10面
- レク・インディアカ／10面、その他

ランニングコース／210メートル

### 第2競技場
観覧席 ： 100席
- 柔道・剣道・空手・なぎなた／各2面、その他

### 弓道練習場
和弓：近的（28メートル）6人立

### 軽運動室
- エアロビクス・ジャスダンス・卓球

※球技ではご利用いただけません。（卓球を除く）

### トレーニング室
有酸素系
- トレッドミル系　1種類：7点
- 自転車エルゴメーター系　5種類：18点
- ステップマシン系　3種類：5点

ウエイトマシン系
- 上半身・下半身・体幹等　17種類：17点

フリーウェイト系
- ベンチプレスベンチ等　8種類：11点
- スクワットラック・パワーラック等　1種類：2点
- セットダンベル	1㎏～45㎏
- セットバーベル	10.5㎏～45㎏
- 着脱式バーベル	最大180㎏

### 温水プール
- 練習用	25メートル／6コース（水深1.1メートル～1.3メートル）
- 学童用	25メートル／1コース（水深0.8メートル）
- 幼児用	50平方メートル（変形　水深0.5メートル

### 会議室
- 会議室1(定員48名)
- 会議室2(定員30名)
- 会議室3(定員24名)

### 駐車場
- 156台

## 所在地
- 愛知県名古屋市北区成願寺1丁目6番12号

## 周辺施設
- ザ・シーン城北

教育
- 愛知県立名古屋高等技術専門校
- あいち自動車学校
- 城北幼稚園

公園
- 成願寺公園

河川
- 庄内川
- 矢田川

## 交通アクセス

### 鉄道
地下鉄
- 名古屋市営地下鉄名城線：黒川駅から市バスに乗り換え

### バス
市バス
- 「中切町四丁目」下車、徒歩7分
  - 黒川11	黒川←→如意車庫前・北部市場
  - 名駅13	名古屋駅←→中切町
  - 幹栄1	栄←→如意住宅・水分橋
- 「安井町西」下車、徒歩7分
  - 栄 12	栄←→安井町西
  - 栄 13	栄←→安井町西